# Nowe (osada w województwie kujawsko-pomorskim)
Nowe – osada w Polsce położona w województwie kujawsko-pomorskim, w powiecie świeckim, w gminie Nowe.
W latach 1975–1998 miejscowość administracyjnie należała do województwa bydgoskiego.